# Tembo (bière)

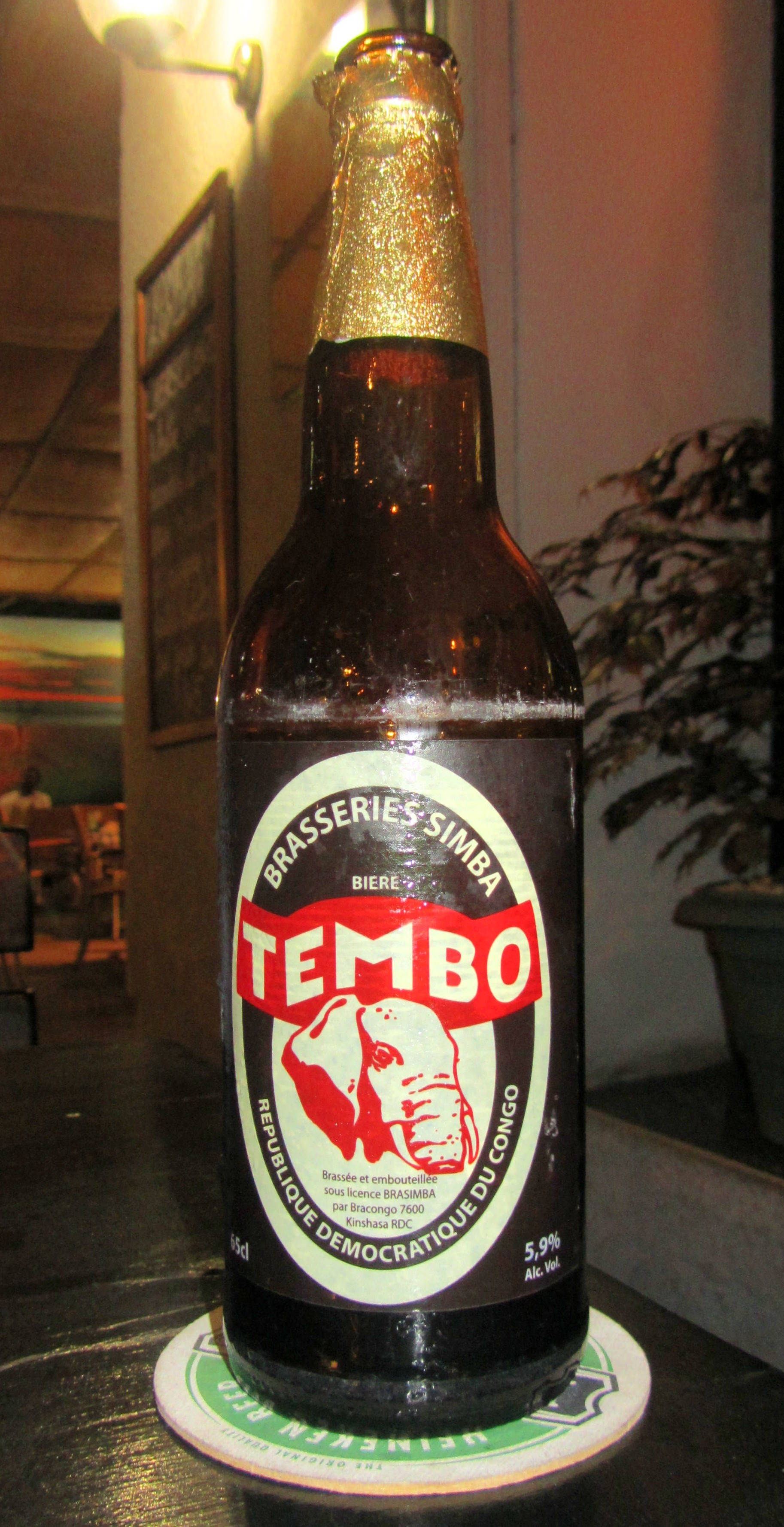
Bière Tembo

Tembo est une bière ambrée congolaise, dite la bière de l'éléphant (tembo) produite par les Brasseries Simba (anciennement Brasseries du Katanga) à Lubumbashi. À Kinshasa, elle est brassée sous licence par Bracongo. Son conditionnement, en bouteille, est de 33 cl et 65 cl (60 cl au Katanga).